# Морски слонове
Морските слонове (Mirounga) са род морски бозайници, представени от два вида – Южен (M. leonina) и Северен морски слон (M. angustirostris). Морските слонове са най-едрите перконоги бозайници и най-едрите хищници след косатката .

## Разпространение
Северният морски слон е рядък вид, който живее в Тихия океан, в крайбрежните води на САЩ, Канада и Мексико. Популацията на южния морски слон е по-голяма. Той е разпространен по крайбрежието на субантарктическите острови - най-вече край остров Южна Джорджия, а така също и край остров Макуори, полуостров Валдес, остров Хърд и архипелага Кергелен. На север южният морски слон достига до остров Тасмания и до южните брегове на Нова Зеландия и Южна Африка.

## Физическа характеристика
На върха на носа си мъжките морски слонове имат своеобразна кожена торба, която при възбуда се раздува и може да надхвърли два пъти нормалния си размер. Тази торба, напомняща слонски хобот и размерите на тези тюлени са причината да бъдат наричани морски слонове.
Козината на морските слонове е сравнително къса, под кожата им се натрупва дебел слой мазнина. Както и при останалите тюлени, задните крайници на морските слонове не могат да се подвиват напред и служат само за плуване, но не и за придвижване по сушата.

## Начин на живот и хранене
Морският слон прекарва 80% от времето си в океаните. Той е полигамно животно. Мъжките често се впускат в ожесточени битки за територии и женски. Заплашителните звуци, които издават с муцуните си, могат да бъдат чути от километри.